# Željeznička ustaška vojnica
Željeznička ustaška vojnica bila je posebna grana tj. postrojba Ustaške vojnice u Nezavisnoj Državi Hrvatskoj tijekom drugog svjetskog rata. Kasnije je mijenjala ime u  Ustaška vojnica – Prometni zdrugovi i Prometni zdrug Ustaške vojnice.

## Povijest
Željeznička ustaška vojnica je ustrojena radi osiguranja i nadzora željezničkih pruga i prateće infrastrukture, čuvanje željezničkih uređaja te pratnja vlakova i nadzora nad kretanjem putnika i tereta. Formirana je 13. listopada 1941., a za popunu su bili predviđeni djelatni i bivši željezničari pripadnici Ustaškog pokreta. Na čelu Željezničke ustaške vojnice nalazio se Zapovjednik željezničke ustaške vojnice sa sjedištem u Zagrebu, kojeg je imenovao poglavnik Ante Pavelić. Za prvog zapovjednika postavljen je satnik, kasnije bojnik P.T.B.-a Vilko Pečnikar. Željeznička ustaška vojnica prvobitno se sastojala od I. željezničke ustaške bojne u Zagrebu, te od II. željezničke ustaške bojne u Sarajevu. Svaka je bojna u svom sastavu imala stožer bojne i tri satnije. Postrojavanje III. željezničke ustaške bojne započeto je tek u svibnju 1942. u Osijeku, a u bojni je do početkom listopada 1942. ustrojena samo jedna satnija te je istoga mjeseca ugašena.
U srpnju 1942. Željeznička ustaška vojnica mijenja ime u Ustaška vojnica – Prometni zdrugovi. Za zapovjednika je imenovan ustaški potpukovnik Ivo Herenčić, dok se sam sastav nije mijenjao i nadalje se sastojao od dvije bojne, s tim da su objedinjeni u postrojbu pod nazivom Prometni zdrug Ustaške vojnice.
U svibnju 1943. godine ustrojene su III. i IV. željeznička ustaška bojna, a u kolovozu iste godine postojeći Prometni zdrug Ustaške vojnice preustrojen je u dva prometna zdruga na sljedeći način:
- I. prometni zdrug sa stožerom u Zagrebu
  - I. prometna bojna I. prometnog zdruga,
  - Udarna bojna I. prometnog zdruga Zagreb,
  - I. doknadna bojna I. prometnog zdruga,
  - II. doknadna bojna I. prometnog zdruga,
  - Posadna bojna I. prometnog zdruga,
  - Popunidbeni vodovi I. prometnog zdruga u Lepoglavi, Klanjcu i Sisku.

- II. prometni zdrug sa stožerom u Sarajevu
  - I. bojna II. prometnog zdruga,
  - II. bojna II. prometnog zdruga,
  - III. bojna II. prometnog zdruga.

19. kolovoza 1944. Prometni zdrugovi su rasformirani a njihovo ljudstvo je poslužilo za formiranje IX., X., i XI. ustaškog zdruga.